# Oostelijke Karpaten

Ligging van de Oostelijke Karpaten

De Oostelijke Karpaten zijn het deel van het Karpaten-gebergte dat zich uitstrekt van het oosten van Slowakije via het uiterste westen van Oekraïne (Roethenië) tot in Roemenië.
Van de Prisloppas, waar de Beskiden eindigen, loopt het gebergte recht naar het zuiden. Het gebergte stopt bij het Prahovadal, waar de Zevenburgse Alpen beginnen. De Oostelijke Karpaten bestaan vooral uit vulkanisch gesteente en flysch. De hoogste berg is de Pietrosul (2303 m) in het Rodnagebergte, in het uiterste noordwesten.
Het grootste deel van de Oostelijke Karpaten in Roemenië wordt bewoond door de Szeklers. Dit is een etnisch Hongaarse bevolkingsgroep die in centraal Roemenië leeft.
De belangrijkste steden van dit gebied zijn Miercurea Ciuc, Odorheiu Secuiesc en Sfantu Gheorghe.